# Melezitoza
Melezitoza je neredukujući trisaharidni šećer, koji proizvode mnogi insekti koji se hrane biljnom smolom, uključujuči lisne vaši kao što je Cinara pilicornis, putem enzimske reakcije. To je koristno za insekte, jer to redukuje osmozni stres putem redukovanja njihovog vodenog potencijala. Melezitoza je deo medljike koja privlači mrave, a isto tako služi kao hrana za pčele. To je koristno za biljne vaši, jer one imaju simbiotski odnos sa mravima. Melezitoza se može parcijalno hidrolizovati do glukoze i turanoze (izomera saharoze).

## Literatura
- Lindhorst, Thisbe K. (2007). Essentials of Carbohydrate Chemistry and Biochemistry (1. изд.). Wiley-VCH.  978-3-527-31528-4.
- Robyt, John F. (1997). Essentials of Carbohydrate Chemistry (1. изд.). Springer.  978-0-387-94951-2.